# Морейн (Огайо)
Морейн (англ. Moraine) — місто (англ. city) в США, в окрузі Монтгомері штату Огайо. Населення — 6393 особи (2020).

## Географія
Морейн розташований за координатами 39°41′57″ пн. ш. 84°14′38″ зх. д. / 39.69917° пн. ш. 84.24389° зх. д. (39.699214, -84.243763).  За даними Бюро перепису населення США в 2010 році місто мало площу 24,65 км², з яких 23,96 км² — суходіл та 0,69 км² — водойми.

## Демографія
Згідно з переписом 2010 року, у місті мешкало 6307 осіб у 2613 домогосподарствах у складі 1625 родин. Густота населення становила 256 осіб/км².  Було 2918 помешкань (118/км²).
Расовий склад населення:
| - 81,1 % — білих - 12,4 % — чорних або афроамериканців - 1,3 % — азіатів - 0,3 % — корінних американців - 0,1 % — вихідців з тихоокеанських островів - 2,4 % — осіб інших рас |

До двох чи більше рас належало 2,5 %. Частка іспаномовних становила 3,6 % від усіх жителів.
За віковим діапазоном населення розподілялося таким чином: 23,7 % — особи молодші 18 років, 63,6 % — особи у віці 18—64 років, 12,7 % — особи у віці 65 років та старші. Медіана віку мешканця становила 37,0 року. На 100 осіб жіночої статі у місті припадало 95,7 чоловіків;  на 100 жінок у віці від 18 років та старших — 94,5 чоловіків також старших 18 років.
Середній дохід на одне домашнє господарство  становив 52 537 доларів США (медіана — 46 577), а середній дохід на одну сім'ю — 60 763 долари (медіана — 53 114). Медіана доходів становила 39 878 доларів для чоловіків та 32 645 доларів для жінок. За межею бідності перебувало 18,3 % осіб, у тому числі 28,9 % дітей у віці до 18 років та 13,5 % осіб у віці 65 років та старших.
Цивільне працевлаштоване населення становило 2869 осіб. Основні галузі зайнятості: освіта, охорона здоров'я та соціальна допомога — 23,2 %, роздрібна торгівля — 14,3 %, виробництво — 12,5 %, науковці, спеціалісти, менеджери — 12,0 %.